# 何日君再来
「何日君再来」（ホーリー ジュン ザイライ、繁体字中国語: 何日君再來、簡体字中国語: 何日君再来、拼音: Hérì jūn zàilái）は、1937年に中華民国で制作された楽曲。中華圏空前のヒット曲であり、多くの歌手によって今なお唄い継がれていることでも知られる。

## 概要
本作「何日君再來」は1937年に上海で製作された映画『三星伴月』の挿入歌として制作、当時の人気歌手の周璇が唄い空前の大ヒットとなった。作曲は晏如（）こと劉雪庵（）、作詞は貝林（）こと黄嘉謨（ホアン・ジャモ）。
作曲家晏如は、戦後に劉雪庵のことと判明した。劉の息子の談によれば、劉雪庵が出席した上海音楽学院の学部生パーティーで、卒業生たちのあいだで即興の作曲の腕競べがおこなおうという話になり、その場でピアノで弾いたタンゴ調の音楽が「何日君再来」の曲だったという。『三星伴月』の映画監督、方沛霖（1908-1948）がこの曲を気に入り、貝林 (のち黄嘉謨と判明）に作詞を依頼した。
日本語対訳は「いつの日君帰る」、英題は “When Will You Return?” との翻訳表記が一般に知られている。
周璇が唄った中国語版は今なお有名であるが、1939年に香港で製作された香港映画『孤島天堂』の挿入歌にもなり、黎莉莉が唄ってこれもヒットした。
長田恒雄により歌詞が日本語訳され、渡辺はま子（1939年）が歌ったが、翌年には李香蘭（山口淑子）によっても歌われ、当時の日本でヒットした。李香蘭は、中国語と日本語ともに流暢に歌え、中国語版も録音している。
他にも夏目芙美子（羅仙嬌）、黎莉莉、潘迪華、奚秀蘭、胡美芳、松平晃、翁倩玉（ジュディ・オング）、鳳飛飛、都はるみ、費玉清、徐小鳳（ポーラ・チョイ）、おおたか静流、小野リサ、夏川りみ、石川さゆり、郭静（クレア・クオ）など、国籍や年代を問わず幅広く唄われている。CHAGE and ASKAも本作を大規模なアジア・ツアーを行った際に披露した。しかし本作を復活させたのはやはり鄧麗君（テレサ・テン）であり、今や中華民国（台湾）、中華人民共和国、香港、シンガポールのみならず、全世界の中国人に愛唱されるチャイナ・メロディの代表曲となっている。
映画『いつまた、君と 何日君再来（ホーリージュンザイライ）』(2017年)の主題歌として高畑充希が歌っており、アメリカ映画『クレイジー・リッチ!』（2018年）の序幕でもジャスミン・チェンが“Waiting for Your Return”と改題して歌っている。

## 歴史
「何日君再來」は数多くの歌手にカヴァーされ、長年にわたり多くの人々に親しまれてきた楽曲作品であるが、作者の思いとは全く離れたところで時の権力者達の様々な政治的思惑によって翻弄され、幾度となく禁止されるなど数奇な運命をたどってきた歴史のある楽曲としての側面もある。

### 日中戦争期
当時、蔣介石率いる重慶国民政府（国民党）や汪兆銘率いる南京国民政府は、いずれもこの共産党勢力（人民解放軍）を上海に呼び戻そうというメッセージが秘められると疑った。のち日本語でヒットし（1940年以降）、日本人に愛唱されたことで“亡国の歌” であるとも中国側から見られるようになった。本作（および他にも中国語歌謡曲のいくつかは）中国人の抗戦意識の減殺を目的として日本軍が意図的に流行させたものと一部から認識され、「何日君再來」等を排斥しようとする動きがあったことが指摘されている。
共産党勢力というと、この歌を上海の退廃的な生活様式と関連付け、映画主役は男性に飲酒をすすめて日本の侵略軍とも国民党軍とも戦えない腑抜けにした売女ではないかとの見方をした（筋書き上は彼女は製造業の跡取りに恋する元ラジオ局勤務の女優である）。
一方、日本軍（ないし中国で敷いた検閲体制）は「何日君再來」の「君」の中国語の発音が「軍」のそれと同じことから、抗日戦に敗れ重慶に撤退した「君（＝蔣介石）」に向けて「いつ帰ってくるのか」と呼びかける、いわば抗日的な思想を持った歌であると解釈し、やはり「何日君再來」を排斥しようとした。あるいは「何」が「閡」（ガイ：「門構えに亥：“閡”」で「阻む」という意味）と同音のため「閡日軍再來（日本軍の再来を阻もう）」という意味ととられて抗日的だとみなされた。

### 国民党政権下の台湾
さらに時代を下って「光復」後の中華民国・台湾に目を向けると、外来政権である中国国民党政府の圧政に苦しむ本省人が日本統治時代を懐かしみ、終戦後去っていった日本人に向けて「いつ帰ってくるのか」と呼びかける歌であるとして、国民党政府が本作を禁止していた時期がある。「何」が「賀」と同音であり「賀日軍再來（日本軍の再来を慶賀する）」とも読み取れるからであるとされる。

### 共産党政権下の中国大陸
中国共産党政権の樹立間もない1949年頃は、この歌は「抗日歌曲」か「漢奸歌曲」はたまた「黄色歌曲」か、などと意見が錯綜していて結論が出ずじまいだった。
「何日君再來」作曲者：劉雪庵はこの中共政権下で、1957年の反右派闘争の際にも、文革時代（1966年-1976年）も非難を浴びることとなった。教授職の剥奪、農村下放などを経て、「自己批判書」を書きあげ公開の場で詠唱した後、いちおうの名誉回復がされたものの、三級職教授待遇と冷遇を受けたままであった。
国共内戦時に香港に逃亡した黄嘉謨（作詞担当）は、劉雪庵とは対照的に、「何日君再來」文献においてさしたる批判も、言及すらも受けなかったという。

#### テレサ・テン以降
1980年、鄧麗君が唄った「何日君再來」が中華人民共和国に渡り、爆発的なヒットをした後、1982年 – 1984年に中国共産党政府当局が「反精神汚染」および「反ブルジョア自由化」運動を発動し、本作はふたたび糾弾を受けることとなった。そして"「猥褻な歌曲で、半封建、半植民地の奇形的産物"である黄色歌曲とされて、この歌は文化省から追放の処分となり、一時期は輸入・販売・放送などが一切禁止された。
しかし『黄色歌曲』に該当するというのは “表向きの理由” で、実際は国民生活が豊かになった敵国の中華民国から流れてくる歌を、中国共産党の圧政下で喘ぐ中国本土人民に触れさせないことが真の目的であったとされる。また唄う側の鄧麗君も「何日君再來」を中国共産党崩壊と、中国の民主的統一実現を想起し唄っていたといわれる。鄧麗君は生前パリで天安門事件に対する反対集会にも参加し、亡命した民主化活動家とも交流を持つなどしており、中国の民主化を終生願っていた。

## 備考
JASRACに於いては2018年現在、外国作品／出典：PJ (サブ出版者作品届)   ／作品コード：0E6-1848-7 HE RI JUN ZAI LAI /ORIGINAL/（何日君再来／原曲／）として登録。計30組の歌手が「アーティスト」として登録されている。
前述の通り作詞者は貝林（黄嘉謨）、作曲者は晏如（劉雪庵）であるが、JASRACデータベース上では「作詞作曲：貝林・劉雪庵」となっており、正式な分担が反映されていない。
本作の出版者は、EMI MUSIC PUBLISHING HONG KONG。日本に於けるサブ出版はイーエムアイ音楽出版株式会社 ソニー事業部である。